# Challenger de Braunschweig 2021
El torneo Sparkassen Open 2021 fue un torneo profesional de tenis. Perteneció al ATP Challenger Series 2021. Se disputó en su 27.ª edición sobre superficie tierra batida, en Braunschweig, Alemania entre el 05 al el 11 de julio de 2021.

## Jugadores participantes del cuadro de individuales
| Favorito | País                       | Jugador           | Rank1 | Posición en el torneo |
| -------- | -------------------------- | ----------------- | ----- | --------------------- |
| 1        | Bandera de Francia         | Benoît Paire      | 46    | Segunda ronda         |
| 2        | Bandera de Lituania        | Ričardas Berankis | 80    | Baja                  |
| 3        | Bandera de Alemania        | Yannick Hanfmann  | 99    | Segunda ronda         |
| 4        | Bandera de Eslovaquia      | Jozef Kovalík     | 127   | Cuartos de final      |
| 5        | Bandera de Suiza           | Henri Laaksonen   | 137   | FINAL                 |
| 6        | Bandera de República Checa | Tomáš Macháč      | 144   | Segunda ronda         |
| 7        | Bandera de República Checa | Sumit Nagal       | 150   | Segunda ronda         |
| 8        | Bandera de Alemania        | Daniel Altmaier   | 166   | CAMPEÓN               |

- 1 Se ha tomado en cuenta el ranking del 28 de junio de 2021.

### Otros participantes
Los siguientes jugadores recibieron una invitación (wild card), por lo tanto ingresan directamente al cuadro principal (WC):
- Rudolf Molleker
- Marvin Möller
- Benoît Paire

Los siguientes jugadores ingresan al cuadro principal tras disputar el cuadro clasificatorio (Q):
- Sandro Ehrat
- Dayne Kelly
- Daniel Michalski
- Mats Rosenkranz

## Campeones

### Individual Masculino
- Daniel Altmaier derrotó en la final a  Henri Laaksonen, 6–1, 6–2

### Dobles Masculino
- Szymon Walków /  Jan Zieliński derrotaron en la final a  Ivan Sabanov /  Matej Sabanov, 6–4, 4–6, [10–4]